# Theridion ceylonicus
Theridion ceylonicus là một loài nhện trong họ Theridiidae.
Loài này thuộc chi Theridion. Theridion ceylonicus được miêu tả năm 2009 bởi Dunlop & Jekel.